# Ylla
Ylla, pseudonimo di Camilla Koffler (in ungherese Koffler Kamilla; Vienna, 16 agosto 1911 – Bharatpur, 30 marzo 1955), è stata una fotografa ungherese specializzata in fotografie di animali.
Alla sua morte era considerata "la miglior fotografa di animali al mondo".

## Biografia

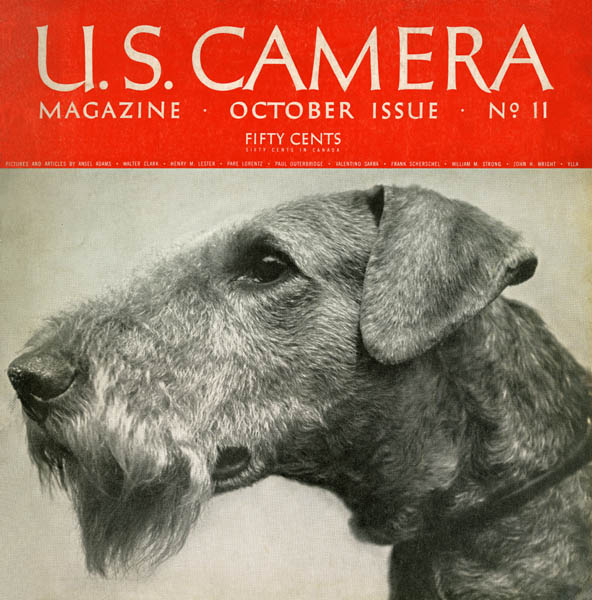
U.S. Camera, ottobre 1940

Koffler nacque a Vienna da padre rumeno e madre croata, entrambi cittadini ungheresi. All'età di otto anni fu portata in un collegio tedesco a Budapest, indi nel 1926 raggiunse la madre a Belgrado, in Jugoslavia, dove studiò scultura con Petar Pallavicini all'Accademia di Belle Arti. Qui scoprì che il suo nome di battesimo era uguale al termine serbo kamila ("cammello"), perciò decise di adottare il nome "Ylla".
Nel 1929 ricevette una commissione per una scultura in bassorilievo per un cinema di Belgrado, mentre nel 1931 si trasferì a Parigi, dove studiò scultura all'Académie Colarossi e lavorò come fotoritoccatrice e assistente della fotografa ungherese Ergy Landau, dove già lavorava anche la connazionale Nora Dumas.
Nel 1932 iniziò a fotografare animali, espose il suo lavoro alla Galerie de La Pléiade e aprì uno studio fotografico dove si dedicò agli animali domestici. Nel 1933 fu presentata a Charles Rado e divenne un membro fondatore dell'agenzia di stampa RAPHO.
Nel 1940 il Museum of Modern Art di New York presentò al Dipartimento di Stato degli Stati Uniti una richiesta di visto di ingresso a suo nome, con il quale Ylla poté emigrare l'anno successivo.
Negli anni '50 intraprese una serie di viaggi in Africa e in India. Morì nel 1955 dopo essere caduta da una Jeep mentre fotografava un carro di buoi durante una festa a Bharatpur.
Le sue ultime fotografie furono pubblicate nel numero del 14 novembre 1955 di Sports Illustrated.

## Riferimenti nella cultura di massa
Il lavoro di Ylla ispirò il noto regista e produttore cinematografico Howard Hawks, il quale fece cambiare la sceneggiatura a Leigh Brackett per creare uno dei personaggi principali basato su Ylla per il suo film Hatari!. Il personaggio del film Anna Maria "Dallas" D'Alessandro è una fotografa che lavora per uno zoo e fu interpretata dall'attrice Elsa Martinelli.